# Kunst en Kennis

Kunst en Kennis (littéralement Art et Savoir) est une association d'étudiants et d'anciens étudiants de l'Académie royale des beaux-arts de Gand qui a existé de la fin du XIXe siècle au premier quart du XXe siècle. 
Les membres de l'association étaient des artistes visuels et des architectes. 
C'est un groupe d'amis qui organisait des expositions ainsi que des concours, des conférences, des fêtes et des voyages d'études. Ils ont tenu leur première exposition en 1898. Le premier numéro de leur magazine Kunst en Kennis a été publié en 1903. 
Le fondateur et président pendant de nombreuses années a été l'architecte Oscar Van de Voorde. Les membres sont, notamment, Frits van den Berghe, Jan Frans De Boever, Albert Saverys, Raphaël De Buck, Jules De Praetere, Albert Van huffel, Geo Verbanck et Alphonse Dessenis.